# نورا سوبشينسكي
نورا سوبشينسكي (بالألمانية: Nora Subschinski)‏ (من مواليد 5 يونيو 1988 في برلين) لاعبة غطس ألمانية شاركت في مسابقات منصة قفز 3 متر ومنصة قفز 10 متر، فازت بالميدالية البرونزية في بطولة العالم 2007 و 2011. فازت بأربع ميداليات ذهبية في البطولة الأوروبية للألعاب المائية، إلى جانب بطولاتها الألمانية البالغ عددها 24 بطولة.

## روابط خارجية
- نورا سوبشينسكي على موقع الاتحاد الدولي للسباحة (الإنجليزية)
- نورا سوبشينسكي على موقع قاعدة بيانات الغوص IAT (الألمانية)
- نورا سوبشينسكي على موقع اللجنة الأولمبية الدولية (الإنجليزية)
- نورا سوبشينسكي على موقع أوليمبيديا (الإنجليزية)
- نورا سوبشينسكي على موقع اللجنة الأولمبية الألمانية (الألمانية)